# I Am (película)
I Am es una película independiente de la India dirigida por Onir y protagonizada por Juhi Chawla, Nandita Das, Rahul Bose, Manisha Koirala, Sanjay Suri y Arjun Mathur. Echa un vistazo a la homosexualidad, el abuso sexual, Cachemira y el donante de esperma. I Am es una película-antología de cuatro historias («Megha», «Afia», «Omar» y «Abhimanyu»). 

## Reparto

### «Afia»
- Nandita Das - Afia
- Purab Kohli
- Anurag Basu
- Manav Kaul - como Manav (Actuación especial)

### «Megha»
- Juhi Chawla - Megha
- Manisha Koirala - Rubina
- Rushad Rana - Actuación especial
- Madhu Sagar
- Behram Rana
- Faisal Burza
- Fayeem Shah
- Mushtaq Kak

### «Abhimanyu»
- Sanjay Suri - Abhimanyu
- Radhika Apte
- Shernaz Patel
- Anurag Kashyap - Pederasta
- Pooja Gandhi - Actuación especial

### «Omar»
- Rahul Bose - Omar
- Arjun Mathur - Jai[2]
- Abhimanyu Singh - Policía

## Banda sonora
1. «Baangur» - Mame Khan (4:32)
2. «Issi Baat Pe» - K.K. (4:23)
3. «Bhojhal Se» - K.K. (4:49)
4. «Aankhein» - Karthik (4:24)
5. «Saye Saye» - Rekha Bhardwaj, Mohan (5:08)
6. «Wundoo Yeredoo» - Rajiiv Bhalla (3:53)
7. «Bhojhal Se (Remix)» -  K.K. (4:21)
8. «Issi Baat (The Bombay Bounce Club Mix)» -  K.K. (2:58)
9. «Baangur (Remix)» - Mame Khan (4:58)

## Premios
- 2010 - NETPAC Award - Best in Asian Cinema - Festival Internacional de Cine de Kerala
- 2010 - Special Mention by the International Jury - Festival Internacional de Cine de Kerala
- 2010 - The Engendered Award for Human Rights - Festival Cine IView
- 2010 - Premio a la mejor película - River to River. Festival de Cine Indio de Florencia
- 2010 - Sanjay Suri y Onir, Media for Social Justice Award - Biennial Global Awards
- 2011 - Premio al mejor película - Festival de Cine Asiático en Londres[3]
- 2011 - Juhi Chawla, Premio a la mejor actriz - Festival de Cine Asiático en Londres[4]